# Коротун Максим Сергійович
Максим Коротун (нар. 1 березня 1985 року, Краматорськ, Донецька область) — український дзюдоїст, який змагався в надлегкій вазі на літніх Олімпійських іграх 2008 року в Пекіні. Він виграв срібну медаль на Літній Універсіаді 2007 в Бангкоку, Таїланд, програвши південнокорейцю Чо Нам Соку у фінальному поєдинку.
На літніх Олімпійських іграх 2008 року Коротун вибув у першому попередньому раунді серед чоловіків до 60 кг. Він зазнав поразки від бразильця Денілсона Лоуренсо, який зробив автоматичний іппон, щоб закінчити поєдинок до чотирьох хвилин.